# The Family Stone
The Family Stone (bra: Tudo em Família; prt: A Joia da Família) é um filme de comédia norte-americano produzido em 2005, com roteiro e direção de Thomas Bezucha e a presença dos atores Diane Keaton, Sarah Jessica Parker, Luke Wilson, Rachel McAdams, Claire Danes e Dermot Mulroney.

## Elenco
- Sarah Jessica Parker como Meredith Morton
- Dermot Mulroney como Everett Stone
- Claire Danes como Julie Morton
- Diane Keaton como Sybil Stone
- Craig T. Nelson como Kelly Stone
- Rachel McAdams como Amy Stone
- Luke Wilson como Ben Stone
- Tyrone Giordano como Thad Stone
- Elizabeth Reaser como Susannah Stone Trousdale
- Brian J. White como Patrick Thomas
- Paul Schneider como Brad Stevenson
- Savannah Stehlin como Elizabeth Trousdale

## Recepção
O Metacritic, que usa uma média ponderada, atribuiu ao filme uma pontuação de 56 em 100, baseado em 35 críticos, indicando críticas "mistas ou médias".

## Prêmios
- Sarah Jessica Parker recebeu uma indicação em 2005 ao Globo de Ouro de Melhor Atriz (comédia ou musical) em cinema.